# 俸皇酒
俸皇酒是河南省駐馬店市泌陽縣郭集镇出产的一种白酒，当地酿酒历史悠久，所酿之酒于北宋时就乃地方名酒之一。1508年，内阁宰相、建极殿大学士焦芳返乡省亲回朝时，以家乡之酒进明武宗，因而得名俸皇酒。至清朝嘉庆年间，当地有以王康为首的酸酒名师；同治光绪年间，王康后人王子明不再替别人酿酒，创立了自家“王记酒坊”。1951年王氏第三代掌门人王松岐将酒坊交给政府经营，当局遂将王记酒坊与其他12家私人酒坊合并，成立了公私合营“泌阳县郭集酒厂”，后数度易地扩建、改制、易名。俸皇酒乃以红高粱为主料，以大麦、豆、小麦制成高温大曲为糖化发酵剂，经低温入泥池老窖长期发酵等传统酿造工艺酿成的浓香型白酒，现产品包括“俸皇”和“阁老俸”两个系列。